# Nikola Žigić
Nikola Žigić (født 25. september 1980 i Bačka Topola, Jugoslavien) er en serbisk tidligere fodboldspiller, der spillede som angriber. Af hans klubber kan nævnes Røde Stjerne i hjemlandet, Valencia og Racing Santander i Spanien samt Birmingham i England.
Med Røde Stjerne vandt Žigić to serbiske mesterskaber og to pokaltitler. Med Valencia vandt han i 2008 den spanske pokalturnering, Copa del Rey.

## Landshold
Žigić nåede i sin tid som landsholdspiller (2004-2011) at spille 57 kampe og score 20 mål for Serbiens landshold, som han debuterede for i 2004. Han repræsenterede landet ved VM i 2006 i Tyskland samt VM i 2010 i Sydafrika.

## Titler
Serbiske Liga
- 2004 og 2006 med Røde Stjerne

Serbiske Pokalturnering
- 2004 og 2006 med Røde Stjerne

Copa del Rey
- 2008 med Valencia CF